# ライオンズとオリオンズの遺恨
ライオンズとオリオンズの遺恨（ライオンズとオリオンズのいこん）は、1973年から1974年にかけて太平洋クラブライオンズ（現在の埼玉西武ライオンズ）とロッテオリオンズ（現在の千葉ロッテマリーンズ）との間で繰り広げられた遺恨劇について記載する。

## 概要
この遺恨劇は当時マスコミにも大きく採り上げられ、ファンのみならず連盟や警察までを巻き込んだ大騒動に発展した。後にこの騒動は意図的に仕組まれた演出（アングル）であったことが明らかになっている。パ・リーグの弱小球団として成績、観客動員とも低迷していた福岡野球（以下、太平洋）の専務取締役だった青木一三が観客動員に結びつく話題を提供すべく、ロッテと示し合わせて意図的に仕組んだものであった。
しかし、限られた当事者以外はこのことを知らされておらず、当初の思惑を超えて必要以上に混乱を拡大する結果となった。太平洋、ロッテ両球団およびファンは1973年から1974年の2年間にわたり、事情を知る者知らぬ者入り乱れて、後に「遺恨カード」と呼ばれる抗争劇に巻き込まれることになった。

## 前史・平和台事件
太平洋とロッテは1952年～1953年にかけて、主に平和台野球場（以下、平和台）を舞台にトラブルを起こした経緯があった（当時は太平洋が西鉄、ロッテが毎日）。

## 1973年開幕前の状況
太平洋とロッテは1973年の開幕前、ロサンゼルス・ドジャースでプレーしていたジム・ラフィーバーの獲得を巡り熾烈な争いを繰り広げた。
最終的にラフィーバーはロッテに入団し、獲得に失敗した太平洋はドン・ビュフォードを獲得したが、これがいわば「しこり」となり、この2年間の遺恨試合騒動の端緒となった。4月の開幕3連戦ではこの両チームが対戦。ビュフォードの活躍などにより太平洋が3連勝したことをきっかけに、少しずつ火種がくすぶりだした。

## 遺恨試合騒動の経過

### 1973年
5月3日の川崎球場 でのロッテ対太平洋戦の7回、ロッテの大量リードに怒った太平洋ファンがフィールドに瓶や空き缶を大量に投げ込み、試合を中断させるというトラブルを起こした。あまりの暴挙にロッテ野手陣はヘルメットを被って守備に就いたが、特に三塁手の有藤通世はスタンドからの「攻撃」を避けるため、守備位置を通常よりも三遊間寄りに取った。これを見た太平洋監督の稲尾和久は三塁線へのセーフティバントを指示。一方、ロッテ監督の金田正一はこの采配に激高して野次を連発。結局、この川崎での3連戦は終始異様なムードの中で行われた。3日の試合後、金田はファンを鎮めるのに協力しなかった稲尾を非難するコメントの中で「こじき監督、どん百姓」と暴言を吐いた。
5月6日、太平洋はパシフィック・リーグ会長の岡野祐に要望書を提出。この中で、6月1日から平和台で予定されていたロッテとの3連戦について「金田監督の程度を越えた暴言に当地の熱狂的なファンは怒りを触発させているだけに、当球団の管理領域でない試合場外の自衛については十分な配慮をもって臨むよう勧告申し上げます」という一節が含まれていた。だが岡野は「子供のケンカに親は出るべきでない」とし、金田の言動に対して注意しただけであった。
なお、この頃の太平洋ファンは対ロッテ戦以外でも観戦マナーが極めて悪く、5月9日の平和台での対南海戦でもスタンドから空き瓶が投げ込まれ、その破片で南海の片平伸作が左目下を負傷するトラブルがあった。
5月下旬、太平洋の青木一三専務取締役と坂井保之球団社長が平和台の一室で緊急記者会見を開き「ロッテの金田監督が『九州のファンは田舎者でマナーを知らない』と発言した。我々はこれに厳重に抗議します」と声明を発表した。金田の発言は前述のようなトラブルが相次ぐ状況を見かねてのものであったが、太平洋ファンはこれを「暴言」と受け止め、いよいよ大騒動へと発展していくこととなった。
6月1日、両チームは太平洋の声明発表以来、初めて平和台での3連戦に臨んだ。球場には多くの観客が詰め掛け、しかも誰もが殺気立っていた。三塁側ロッテベンチ付近では試合開始前から観客の野次に金田が応酬し、物 が投げ入れられると金田がスタンドに砂を投げ返すなど小競り合いが続いた。太平洋は急遽福岡県警察中央警察署に動員を要請。50人の警察官が駆り出された。試合中もスタンドでは警官や警備員とファンとの間でいざこざが頻発。グラウンド内に繰り返し物が投げ入れられ、金田が坂井に対し「何とかしろ!」と声を荒らげる一幕もあった。しかも試合はロッテが5-2で勝利したため、かえって収拾がつかなくなってしまう。試合終了後もロッテナインは球場を取り囲んだ太平洋ファンに軟禁された形で、ホテルに帰るどころか球場からも出られなくなり、夜半近くまで缶詰になった。このため太平洋が急遽おにぎりの出前を頼んだほどであった。その後ロッテナインは機動隊に守られて球場を脱出し、輸送車で護衛されてようやくホテルに帰還。最悪の事態は免れたものの、球場玄関のガラスはロッテナインを待ち構えていた群衆に割られた。続く第2戦と第3戦も不穏なムードの中試合が行われ、太平洋球団は福岡市から警告を受け陳謝している。しかし7月31日からの平和台3連戦でもトラブルは止まず、8月1日には互いに内角攻めを執拗に続けた結果、ロッテの村上公康が死球を受ける。金田や稲尾らをはじめ両チーム入り乱れる中、怒った金田は太平洋捕手の宮寺勝利に「バカ野郎!!」と罵声を浴びせた。

### 1974年
同年、遺恨はさらに増幅される。4月27日の川崎 では外野フライでタッチアップを試みたロッテ三塁走者の弘田澄男を捕手の宮寺が片足を掛けるようにブロックした（走塁妨害で得点は認められた）際、このラフプレーに怒った金田が宮寺に蹴りを入れると、三塁手のビュフォードが飛び掛って金田を押し倒し両チーム入り乱れての乱闘に発展。金田とビュフォードは揃って退場処分、宮寺も含めた3名に制裁金が課された。
太平洋はこの金田とビュフォードの乱闘シーンの写真を素材に使用した上、「今日も博多に血の雨が降る!」という煽動（せんどう）的なキャッチコピーを添えた試合日程ポスターを作成し、西鉄福岡市内線や西鉄北九州線の電車の中吊り広告として使用。さすがにこれには福岡県警察が「徒らにファンをあおり、トラブルの原因となる。このような状態が続くのでは警備に自信が持てない」と申し入れ、福岡市もポスターの撤去を要請。球団側は謝罪するとともにオーナーの中村長芳からの指示でポスターを回収し、坂井と青木が減給処分となった。
だが、その後もトラブルは止まらず、5月23日の平和台では試合開始前から「金田、出て来い!」とスタンドから怒声が飛び、怒った金田がバットを持ってベンチ前から応戦。余計に客があおられてしまうなど悪循環に陥った結果、試合後にはロッテナインがまたもや球場に缶詰にされ、再び機動隊が出動する事態となった。
なお、この頃は他のプロ野球の試合でも観客がグラウンドに物を投げ込んだり球場内で騒ぐ事件が相次いだことから、警察庁は5月30日に井原宏コミッショナー事務局長と両リーグの会長を呼び、試合の運営と球場の管理に関する警告を発した。また、観衆を前にした監督や選手の暴行は事件として採り上げ、悪質なものは検挙すべきことと警視庁および各道府県警察本部に通達した。これを受けてコミッショナー名で試合の運営と球場の管理の改善を求める通達が出された。また、福岡県警察本部は坂井を呼び出して「太平洋球団の1週間の営業停止」を申し渡そうとしたが、坂井が「試合は太平洋野球連盟所管の公共的な催事。主管球団として例え警察の命令であってもこれを中止することはできない」と応じ、営業停止は免れた。
騒動はいったん鎮静化したかに見えたが、8月10日の宮城球場ではロッテ守備陣の併殺処理ミスから太平洋に得点を許す失策。さらに9月5日の平和台では7回裏の守備を終えたロッテナインにスタンドの太平洋ファンが酒を掛けるという暴挙に出たことから試合が中断。あまりのマナーの悪さに金田は試合再開に応じず、中断は31分間に及んだ。この試合でも警官隊が出動している。こうして自制が利かない状態に陥った両チームを見かねた福岡中央警察署は9月6日に太平洋の球場部長を呼び、5月のコミッショナー通達に準じた8項目の警告を行った。

## 舞台裏
この遺恨試合は黒い霧事件以降、観客動員 や財政面 で苦戦を強いられていた太平洋が話題作りに仕組んだことが発端だった。青木は「球場に足を向けさせるには客を興奮させるような仕掛けが必要」と太平洋、ロッテ両球団の「対立」を演出することを着想。これには青木や坂井をはじめとする当時の太平洋のフロントの主要メンバーがロッテ出身者だったことも役立った。
青木が金田に「博多の人は祭りとケンカが大好きだ。それを生かして観客を呼びたい。だから博多では悪役に徹し、ファンを刺激してみてくれないか」と持ちかけ、金田も「よっしゃ！」と二つ返事で応諾。青木が「ロッテのことならおれは弱点を全部知っている。だから3連戦3連勝間違いなし」と吠えれば、金田も「なにをぬかす。オンボロチームに負けるものか」と負けずに言い返すといった具合だった。金田は観客に罵声を浴びせたりバットを振り上げたりはしたものの決して手は出さなかった。青木はこの企てに関しては金田以外には知らせなかったというが、金田は仲のよい稲尾と「2人で舌戦を繰り広げて盛り上げる」ことで合意し、出来レースの罵倒合戦が始まった。稲尾は生前「金田さんも適当にあしらえばいいのに、人が善いから真剣に怒ってしまっていた」と述懐していた。また、前述した「乱闘」ポスターが世に出た際には「乱闘まで営業材料にする必要はあるまい」と球団の経営方針に相容れないものを感じるようになっていたと著書に記している。フロント同士にも暗黙の了解はあったものの、ファンには何も知らされておらず、結果としてファンが球団の思惑に振り回される格好となった。1973年5月の朝日新聞の署名コラムでは「両球団関係者の応酬は客集めに効果があるかもしれない半面、悪質なファンをあおるだけにすぎまい」とすでにその意図と「副作用」を推測、懸念する指摘がされていたが、それが的中した格好になった。
この遺恨カードの演出を主導した青木は後に自著でこの事実を明かし、「今から思うとムチャなことをやったものだ」と記した。青木は「遺恨試合」を仕組んだ理由として「稲尾監督では人気が出ない」と考えたからだとも述べている（青木は1994年に病没した）。一方、もうひとりの主導者である坂井は二宮清純の取材に答えて、「（引用者注：遺恨カードの演出の）おかげで平和台での3連戦はどの試合も全て満員。赤字球団にとってどれだけ現金収入がありがたかったか。やり方は粗っぽかったけど、経営者として良心に反することはやっていない。今考えても生き残るにはあれしか選択肢はなかったと思う」、「最初はうまくいってたのに途中からエスカレートしてしまった。さすがに金田の血の気の多さだけは僕の計算に入っていなかった。殴り合いまであって、もう演出不可能。途中からはノーディレクター状態だった」と語っている。取材した二宮も「太平洋クラブとクラウンライターの6年間はライオンズにとって暗黒の時代である。しかし、6年の苦闘がなければライオンズの歴史は確実に潰えていた。物議をかもした遺恨劇もその文脈の中で語られるべきだ」と述べている。当時ライオンズの選手だった基満男は2023年の取材に対して、ロッテの選手が球場に閉じ込められた際には「同じ野球人同士。申し訳ないと思った」、また「野球団だから野球で人を呼べるようにしたいと。そのために選手を選んだり、練習をしたりしているのに」球団があおって「暴れるファン」を集め暴動に近い状況を作ったことを「一番気に入らない」と評しながらも「球団をつぶさずに九州に置いてくれたことはありがたかった」としている。
太平洋時代を振り返った2010年のライオンズ・クラシックでは、対ロッテ3連戦で「第3章・仕掛けられた遺恨試合～暴徒と化したファン～」というサブタイトルが付与されている。なお、これには坂井もゲストとして参加している。

## 備考
両球団とも1970年代には中村が球団運営に携わっている。中村は1971年から1972年にかけてはロッテ、1973年から1978年にかけては太平洋およびクラウンライター（企業としては福岡野球）のオーナーを務めた。
中村が福岡野球（太平洋）のオーナーだった1973年から1974年にかけて上述の遺恨騒動が起きている。騒動自体に中村の関与はなかったものの、元々ロッテのオーナーで、しかも1971年7月に起きたロッテの放棄試合 を事実上主導したと目される中村が福岡野球（太平洋）のオーナーになったことに対する当時の福岡政財界の反発は大きく、福岡野球（太平洋）に対し平和台の施設使用料の値上げや金融機関の貸し渋りなど間接的な圧力がかけられていたが、これが遺恨騒動の遠因となる球団の財政悪化を招いた感は否めない。その後も中村に対する福岡政財界の反発は続き、メインスポンサーが太平洋クラブからクラウンガスライター（チーム名：クラウンライターライオンズ）に変更されても球団の財政は改善されずに破産状態に陥る。これに嫌気が差した中村は最終的にライオンズを国土計画（のちのコクド）に売却し、球団の負債の全てを国土計画が肩代わりする条件として本拠地を福岡県福岡市から埼玉県所沢市へと移転させる条件を受け入れることを決断することとなる。
ライオンズが埼玉に移転した後、「遺恨」当時のライオンズの監督だった稲尾は1984年にロッテの監督に就任した。これは福岡のプロ野球復活を目指していた稲尾がロッテの本拠地を当時の神奈川県川崎市（川崎球場）から福岡へ移すことを条件に監督要請を受諾したものであったが、移転は実現せず稲尾は1986年に退任した。
なお、福岡のプロ野球球団の復活は1980年代後半頃にロッテをダイエーが買収して移転する計画があったものの、ダイエーの買収直前でロッテが球団売却を取りやめ、川崎から千葉に本拠地を移転することにしたため実現できなかったが、その一方でダイエーは南海ホークスが球団売却を計画していた情報を得たことで買収先をロッテから南海に変更し、1988年オフに本拠地を大阪から移転する形で実現した（移転当初は福岡ダイエーホークス、現在の福岡ソフトバンクホークス）。